# Wellerman
Wellerman è un singolo del musicista scozzese Nathan Evans, pubblicato il 21 gennaio 2021 come primo estratto dal primo album in studio Wellerman - The Album.

## Descrizione
Il brano è un riadattamento di un canto marinaresco intitolato Soon May the Wellerman Come, di autore anonimo e risalente al 1860 circa, che tratta della caccia alle balene in Nuova Zelanda. Il titolo è un probabile riferimento ai fratelli britannici Weller, figure importanti nella costruzione di baleniere negli anni 1830.
La versione di Evans ha ottenuto immediata popolarità sulla piattaforma TikTok grazie alla challenge virale ShantyTok. In seguito è stato realizzato un remix in collaborazione con i DJ 220 Kid e Billen Ted, che ha fatto guadagnare alla canzone un'ulteriore popolarità.

## Tracce
Testi e musiche di Nathan Evans, Alex Oriet, David Phelan, William Graydon, Samuel Brannan e Tom Hollings.
Download digitale, streaming
1. Wellerman (Sea Shanty) – 2:35

Download digitale, streaming – Karaoke Version
1. Wellerman (Sea Shanty) (220 Kid x Billen Ted Remix) (Karaoke Version) – 1:57

Download digitale, streaming – 220 Kid x Billen Ted Remix
1. Wellerman (Sea Shanty) (220 Kid x Billen Ted Remix) – 1:57

Download digitale, streaming – The Kiffness Remix
1. Wellerman (Sea Shanty) (The Kiffness Remix) – 3:03

Download digitale, streaming
1. Wellerman (Sea Shanty) (con Argules) – 1:47

Download digitale, streaming
1. Wellerman (con i Santiano) – 3:11

CD maxi-singolo (Germania, Austria e Svizzera)
1. Wellerman (Sea Shanty) – 2:35
2. Wellerman (Sea Shanty / 220 Kid x Billen Ted Remix) – 1:57
3. Wellerman (con i Santiano) – 3:11

## Formazione
- Nathan Evans – voce
- Saltwives – produzione, ingegneria del suono
- Mike Hillier – mastering
- James F. Reynolds – missaggio

## Successo commerciale
Wellerman ha esordito alla 3ª posizione della Official Singles Chart britannica con 29 249 unità di vendita. La settimana seguente ha incrementato del 18,3% le proprie vendite a 34 606, sufficienti a far arrivare il brano al 2º posto, bloccato da Drivers License di Olivia Rodrigo. Dopo sei settimane ha raggiunto la vetta della classifica con 50 891 unità, di cui 42 406 sono derivanti da 5,1 milioni di stream. In questo modo è diventata la prima numero uno per l'interprete.

## Classifiche

### Classifiche settimanali
| Classifica (2021) | Posizione massima |
| ----------------- | ----------------- |
| Austria           | 1                 |
| Belgio (Fiandre)  | 1                 |
| Belgio (Vallonia) | 21                |
| Canada            | 54                |
| Croazia           | 6                 |
| Danimarca         | 10                |
| Finlandia         | 6                 |
| Francia           | 36                |
| Germania          | 1                 |
| Irlanda           | 2                 |
| Islanda           | 19                |
| Lituania          | 12                |
| Norvegia          | 1                 |
| Paesi Bassi       | 1                 |
| Polonia           | 5                 |
| Portogallo        | 154               |
| Regno Unito       | 1                 |
| Repubblica Ceca   | 8                 |
| Romania           | 81                |
| Slovacchia        | 13                |
| Stati Uniti       | 116               |
| Svezia            | 9                 |
| Svizzera          | 1                 |
| Ungheria          | 7                 |

### Classifiche di fine anno
| Classifica (2021) | Posizione |
| ----------------- | --------- |
| Austria           | 1         |
| Belgio (Fiandre)  | 14        |
| Belgio (Vallonia) | 91        |
| Croazia           | 31        |
| Danimarca         | 40        |
| Francia           | 104       |
| Germania          | 1         |
| Irlanda           | 35        |
| Islanda           | 39        |
| Norvegia          | 12        |
| Paesi Bassi       | 12        |
| Polonia           | 59        |
| Regno Unito       | 11        |
| Svezia            | 25        |
| Svizzera          | 1         |
| Ungheria          | 19        |
| Classifica (2022) | Posizione |
| Austria           | 26        |
| Germania          | 32        |
| Svizzera          | 31        |